# Цибуляста баня

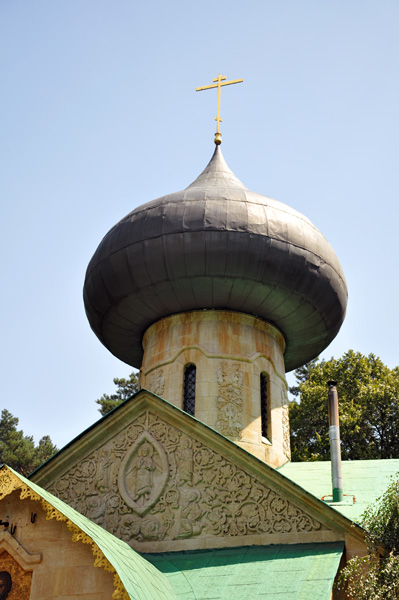
Цибуляста баня. Спаська церква у маєтку Наталіївка Краснокутського району Харківської області

Цибуляста баня — різновид бані, форма завершення храмів, дзвіниць, каплиць у вигляді цибулини, поперечник якої часто виявлявся більшим за висоту. Є характерною ознакою російської храмової архітектури, під впливом якої набули поширення і в Україні. Типовими для українських церков є грушоподібні бані. Подібні до цибулястих бань форми даху також зустрічаються в деяких католицьких церквах Баварії та мечетях на Середньому Сході й в Індії.

## Історія
Не цілком ясно, коли цибулясті бані стали характерними в російській архітектурі. Деякі дослідники вважають цей елемент запозиченим у мусульманських народів, інші роблять висновок, що цибулясті бані розвинулися з шатер давньоруської дерев'яної архітектури. У Західній та Центральній Європі, а також в Азії їхня поява належить до більш пізнього часу. У домонгольський період, судячи з ікон тієї доби, бань такої форми ще не було. Припускалося, що спочатку панували так звані шоломоподібні бані, що видно на прикладі Успенського собору у Владимирі. Цибулясті бані набули масової популярності тільки за часів правління Івана Грозного, коли на честь взяття Казані був побудований Покровський собор, який у незмінному вигляді зберігся з шістнадцятого століття.

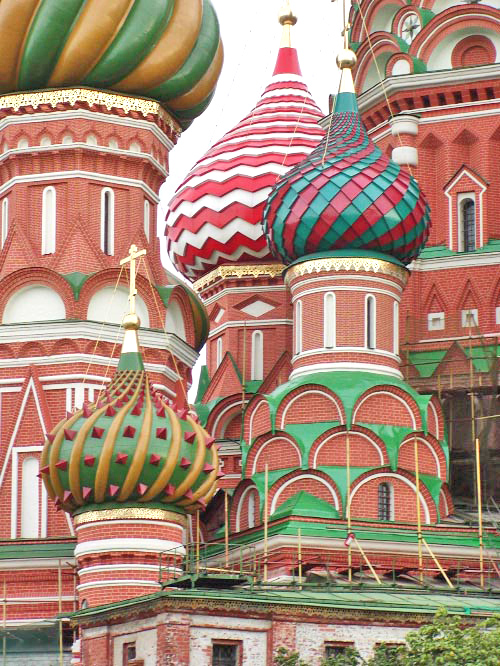
Цибулясті бані Храму Василія Блаженного. XVI століття

Академік Борис Рибаков, проаналізувавши стародавні рукописи, у 1946 році прийшов до висновку, що цибулясті бані існували на Русі ще в XIII столітті. Археолог Микола Воронін погодився з його думкою, зазначивши, що цибуляста форма застосовувалася навіть частіше за шоломоподібну. Сергій Заграєвський виявив зображення цибулястих бань на мініатюрах і іконах XII століття, а після монгольської навали на більшості ікон присутні лише бані-цибулини. Він згадує про єдине зображення шоломоподібної бані, що трапилося у джерелі кінця XV століття. Результати досліджень привели його до думки, що шоломоподібні бані, сліди яких часто знаходили під цибулястими, є пізнішими післяпетрівськими новоділами, зробленими з метою надати їм традиційних візантійських форм. Також Заграєвський зазначив, що найстаріші зображення двох владимирських соборів представляють їх з цибулястими банями, а шоломоподібні з'явилися пізніше. Він пояснює повсюдну появу цибулин наприкінці XIII століття апофеозом загального прагнення до вертикальності в російській архітектурі, що мало місце з кінця XII до початку XV століття: у цей період ґанки, пілястри, склепіння і барабани подовжувалися з метою створити відчуття стремління увись, вертикального поруху. Цибуляста форма бані може символізувати полум'я церковної свічки, за іншою точкою зору, бані мали швидше практичне значення, ніж релігійне, і зводилися з метою запобігання накопиченню на даху снігу.
Незважаючи на це, деякі науковці стверджують, що росіяни запозичили форму цибулястих бань з мусульманських країн, можливо з Казанського ханства: його завоювання Іван Грозний увічнив зведенням Покровського собору.

## У країнах світу

### Центральна і Західна Європа
Барокові бані у формі цибулин (а також груш, квіткових бутонів) мали поширення у Священній Римській імперії. Перша зведена 1576 року архітектором Йоганнесом Голлом (1512—1594) на церкві жіночого францисканського монастиря в Аугсбурзі. Виконані з листової міді, цибулясті бані з'явилися на католицьких церквах південної Німеччини, чеських земель, Австрії, Сардинії та північно-східної Італії. Також вони були уподобані австрійським архітектором Ріденсрайхом Гундертвассером.

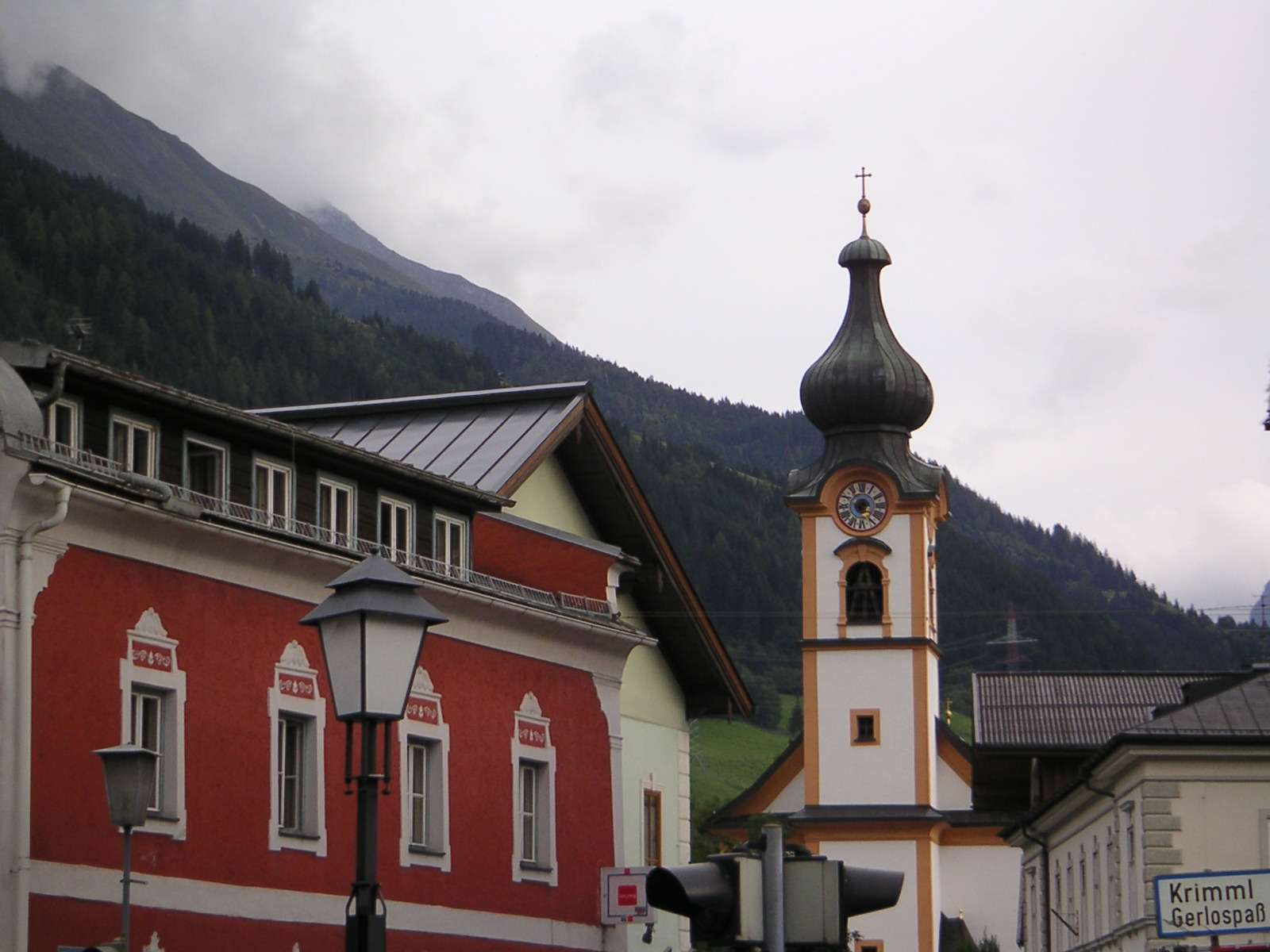
Церква Святого Леонарда Ліможського, Міттерзілль (Австрія)
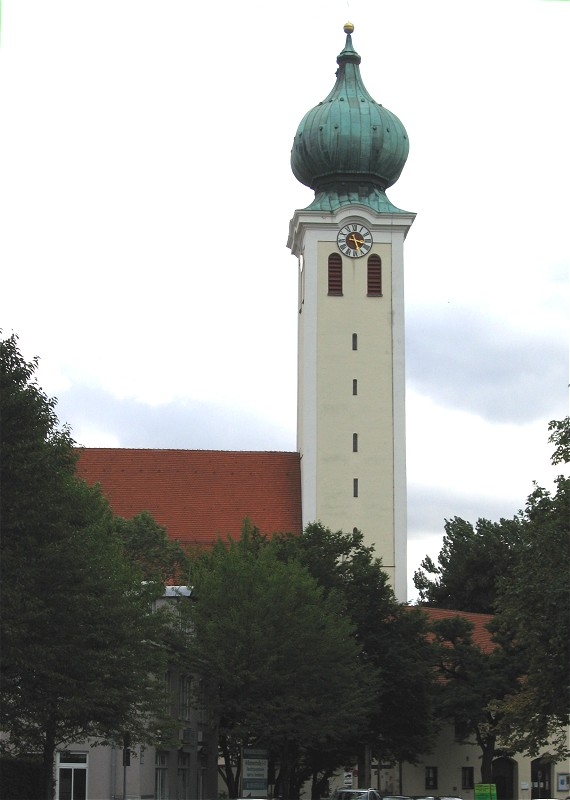
Церква Святої Марії, Мюнхен (Німеччина)
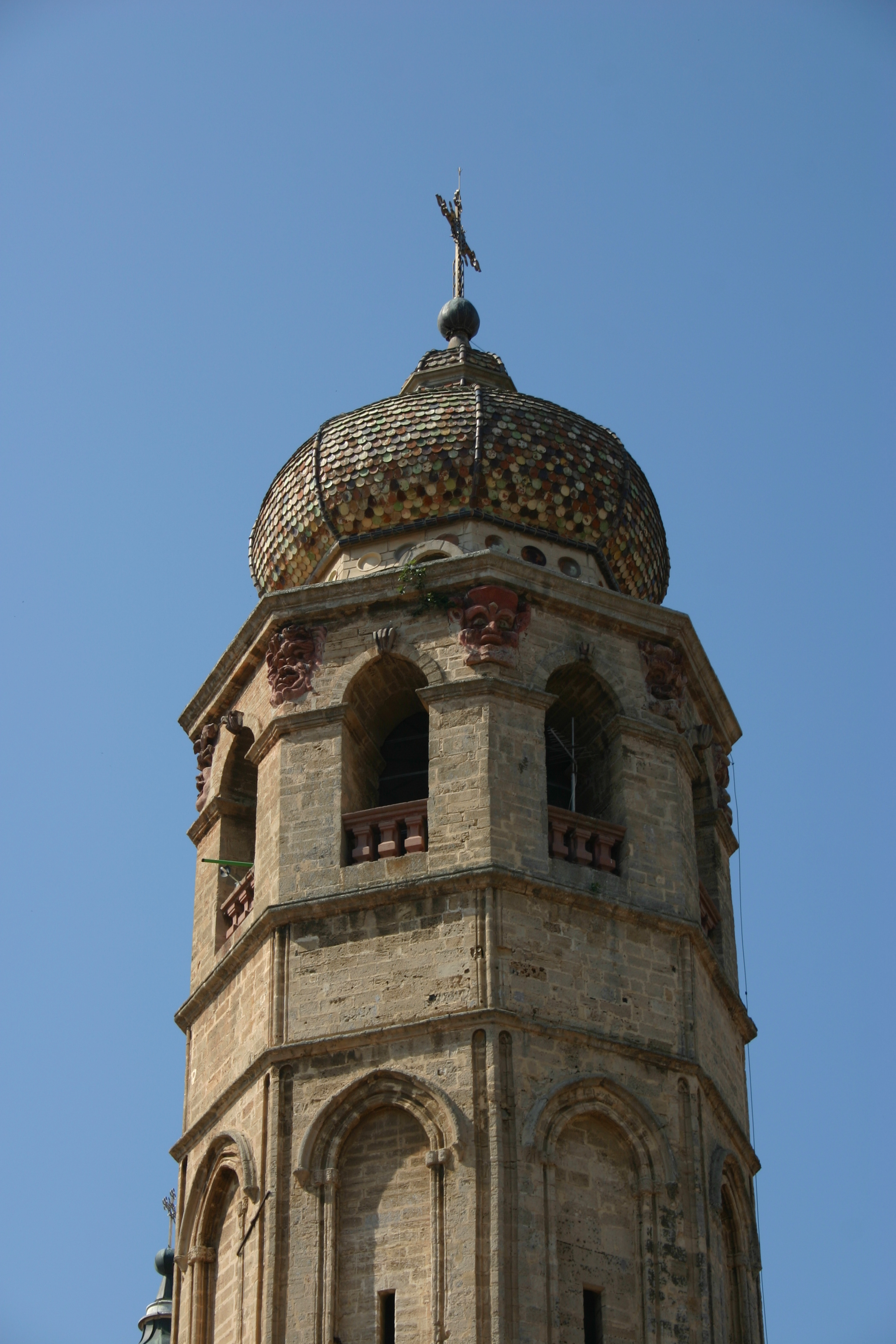
Цибулина соборної дзвіниці в Ористано, Сардинія (Італія)
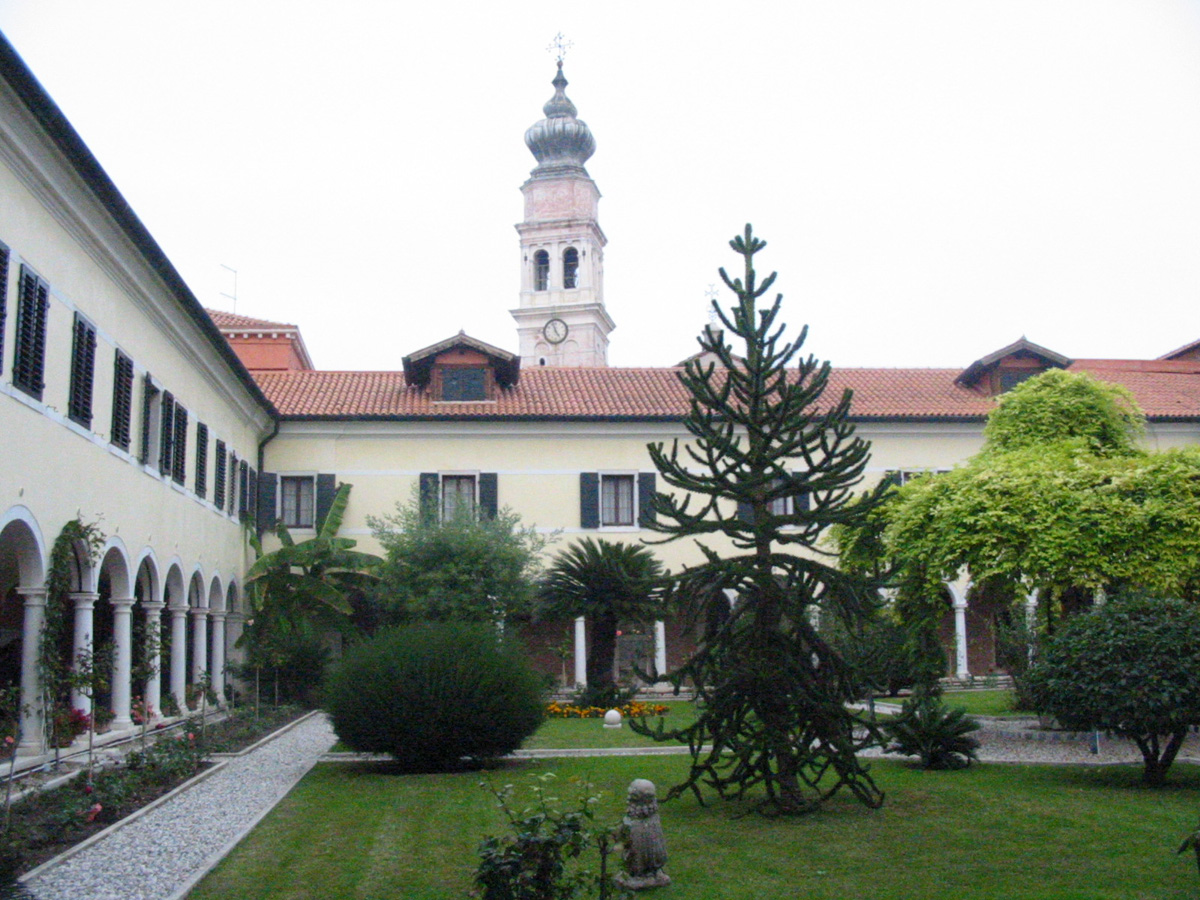
Дзвіниця на Сан-Лазаро-дельї-Армені, Венеція (Італія)

### Азія

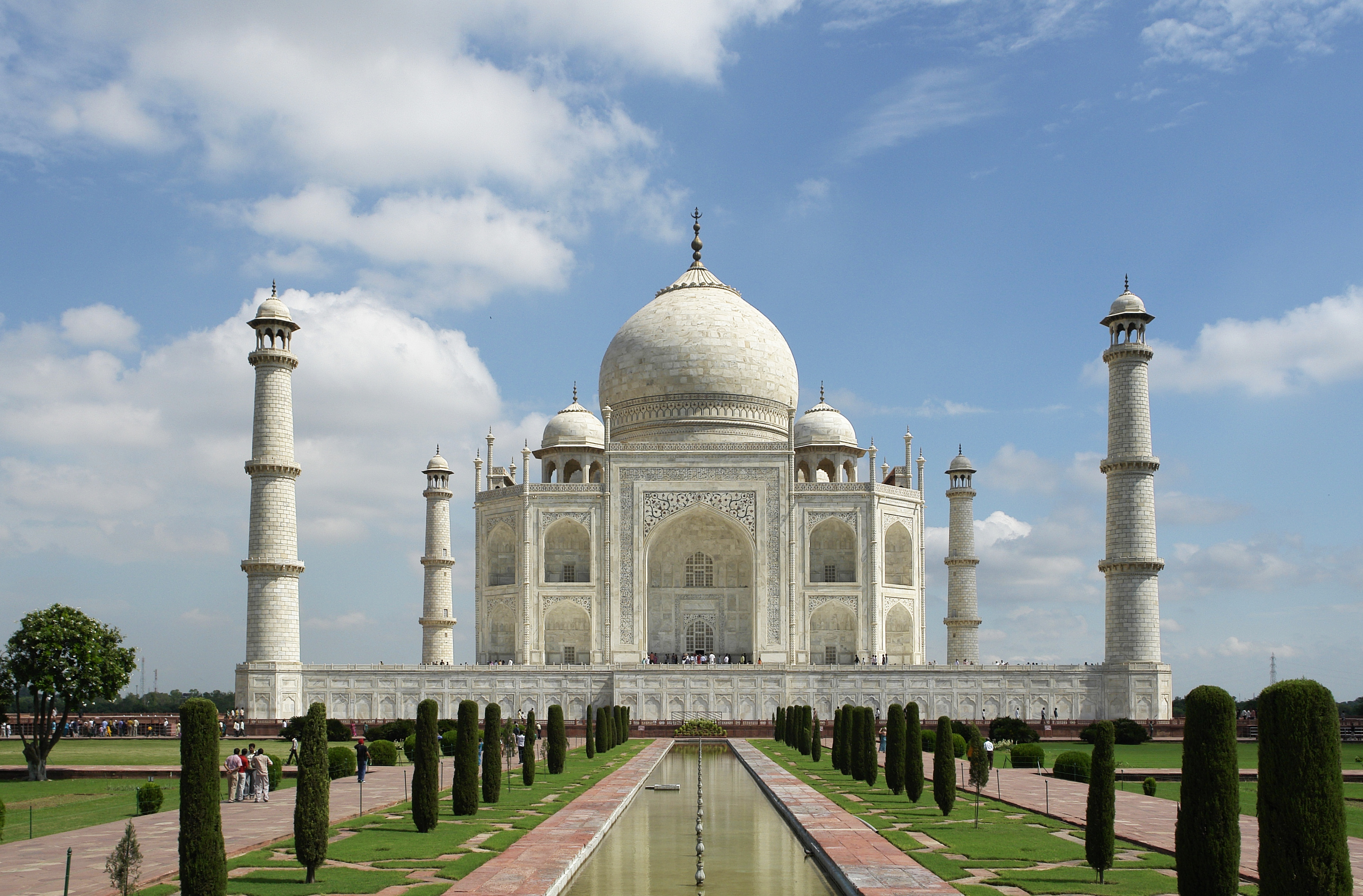
Тадж Махал в Агрі (Індія), XVII століття
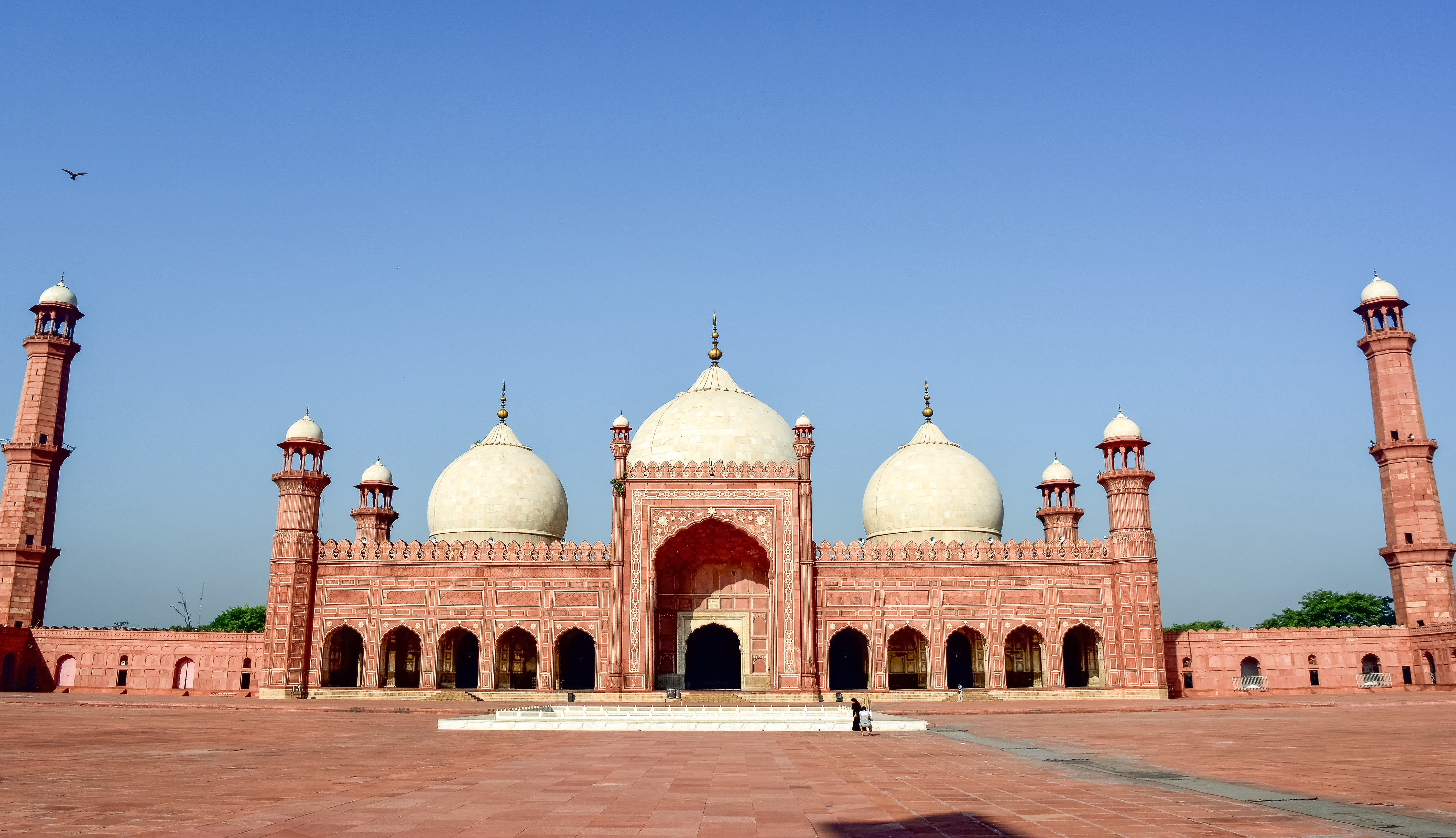
Мечеть Бадшахі в Лахорі (Пакистан)
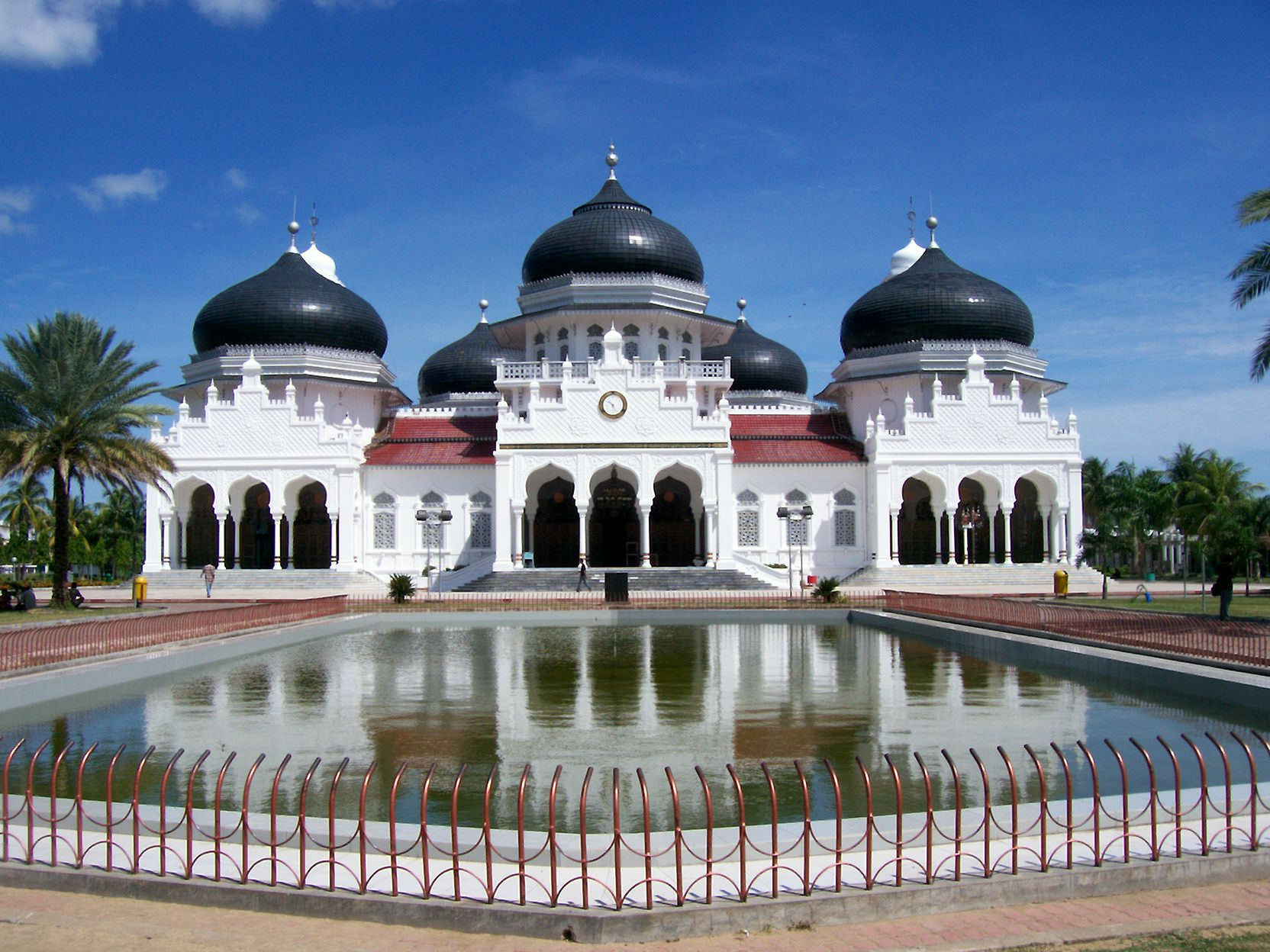
Мечеть Байтуррахман Рая в Банда-Ачех (Індонезія)
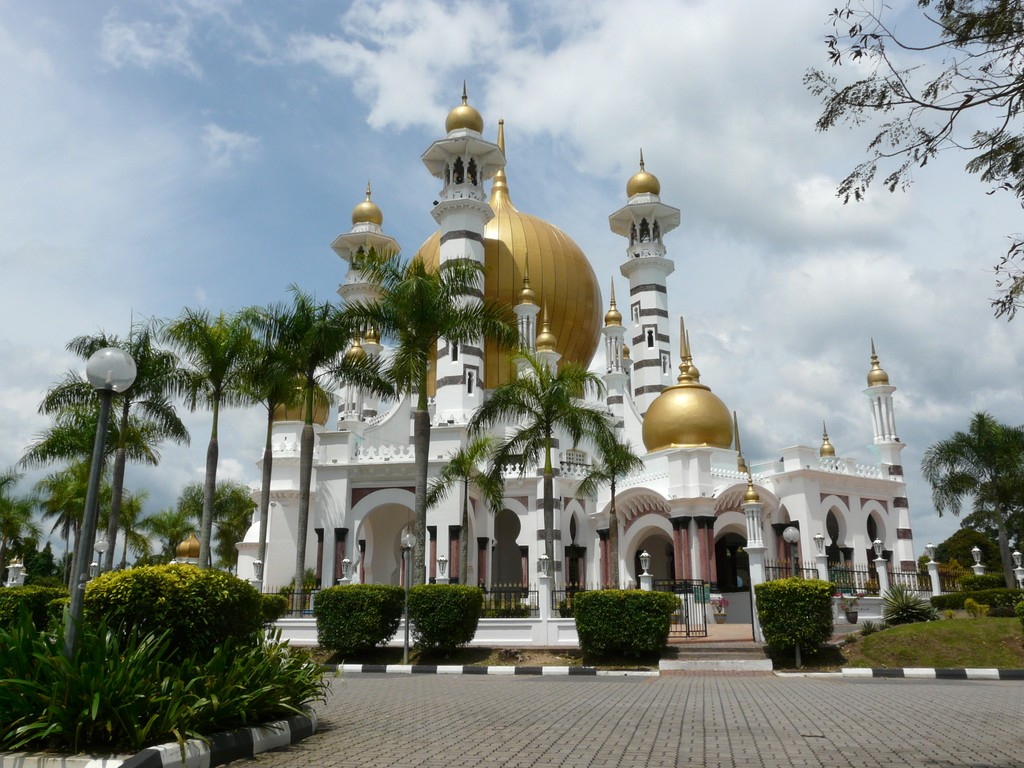
Мечеть Убудія в Куала-Кангсарі, Перак (Малайзія)
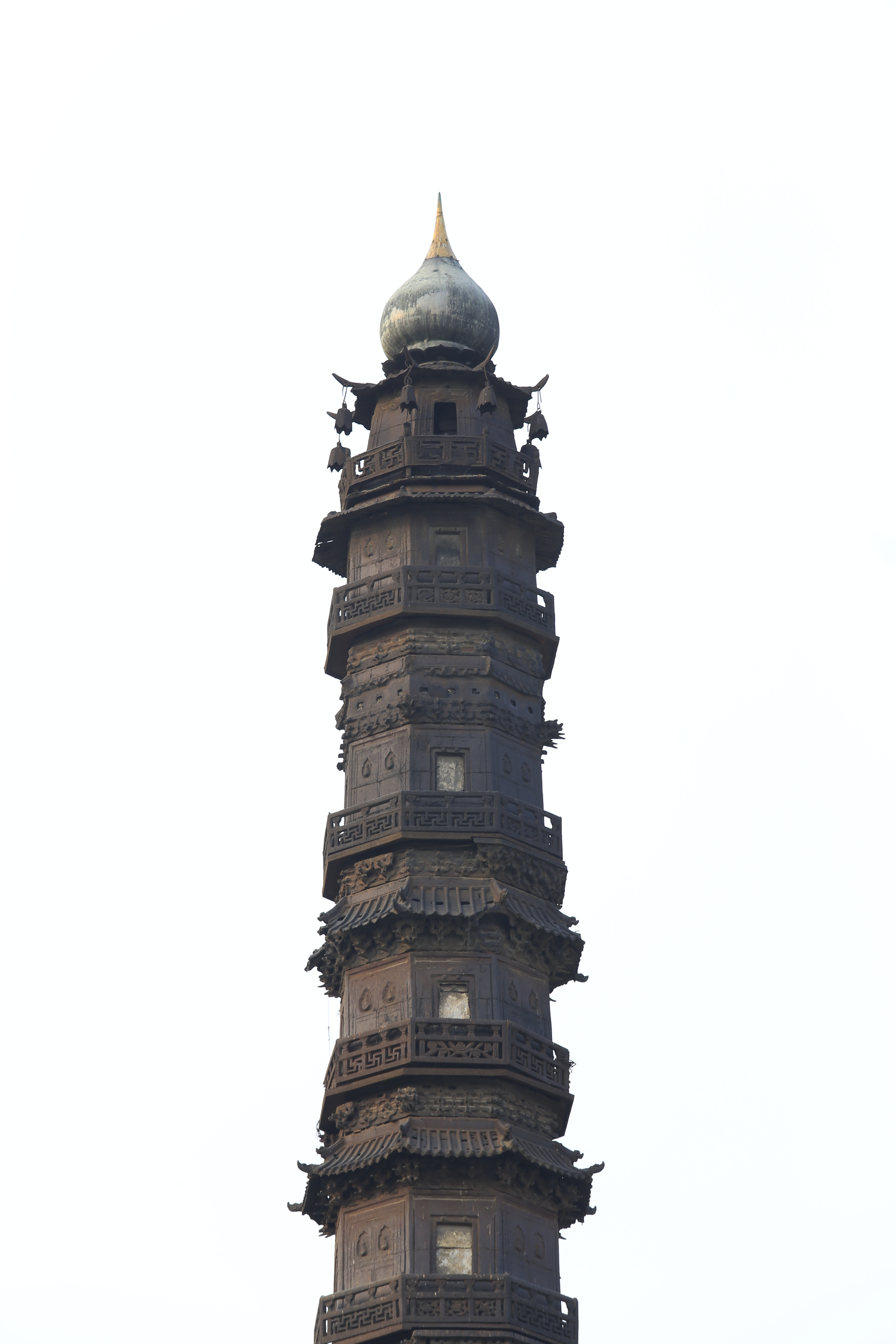
Пагода храму Чонцзюе в Шаньдуні (Китай)